# خناق مایون
خناق مایون (به عربی: خناق مایون) یک شهرداری در الجزایر است که در استان سکیکده واقع شده‌است.